# Acetobacter
Acetobacter là một chi vi khuẩn axit acetic. Các vi khuẩn axit acetic có đặc trưng bởi khả năng chuyển đổi etanol thành axit axetic khi có mặt oxy. Trong số này, chi Acetobacter được phân biệt bởi khả năng oxy hóa lactate và acetat thành carbon dioxide và nước. Các vi khuẩn thuộc chi Acetobacter đã được phân lập từ các quá trình lên men giấm công nghiệp và thường được sử dụng làm quá trình lên men nuôi cấy vi sinh vật lên men khởi đầu.

## Lịch sử nghiên cứu
Quá trình lên men axetic được chứng minh bởi Louis Pasteur, người đã phát hiện ra vi khuẩn acetobacter đầu tiên - Acetobacter aceti vào năm 1864.
Năm 1998, hai chủng Acetobacter phân lập từ rượu vang đỏ và giấm rượu táo được đặt tên là Acetobacter oboediens và Acetobacter pomorum.
Năm 2000, Acetobacter oboediens và Acetobacter intermedius đã được chuyển sang chi Gluconacetobacter dựa trên trình tự 16S rRNA.
Năm 2002, Acetobacter cerevisiae và Acetobacter malorum được xác định bằng phân tích trình tự 16S rRNA của chủng Acetobacter.
Năm 2006, đặt tên chủng Acetobacter phân lập từ rượu vang đỏ hư hỏng Acetobacter oeni.

## Các loài
Chi này có các loài sau:
- Acetobacter aceti
- Acetobacter cerevisiae
- Acetobacter cibinongensis
- Acetobacter diazotrophicus
- Acetobacter estunensis
- Acetobacter europaeus
- Acetobacter fabarum
- Acetobacter farinalis
- Acetobacter ghanensis
- Acetobacter hansenii
- Acetobacter indonesiensis
- Acetobacter intermedius
- Acetobacter lambici
- Acetobacter liquefaciens
- Acetobacter lovaniensis
- Acetobacter malorum
- Acetobacter methanolicus
- Acetobacter nitrogenifigens
- Acetobacter oboediens
- Acetobacter oeni
- Acetobacter okinawensis
- Acetobacter orientalis
- Acetobacter orleanensis
- Acetobacter papayae
- Acetobacter pasteurianus
- Acetobacter peroxydans
- Acetobacter persici
- Acetobacter pomorum
- Acetobacter senegalensis
- Acetobacter sicerae
- Acetobacter syzygii
- Acetobacter tropicalis
- Acetobacter xylinus